# Масленников, Виталий Иванович
Виталий Иванович Масленников (1908—1983) — подполковник Советской Армии, участник Великой Отечественной войны, Герой Советского Союза (1944).

## Биография
Виталий Масленников родился 16 апреля 1910 года в селе Шарташском (ныне — в черте Екатеринбурга). После окончания девяти классов школы работал слесарем в Казани. В 1928—1934 годах проходил службу в Рабоче-крестьянской Красной Армии. В 1929 году Масленников окончил Вольскую объединённую военную авиационную школу лётчиков и авиатехников, в 1930 году — Оренбургскую военную авиационную школу лётчиков. Уволившись в запас, работал в Полярной авиации, был инструктором, лётчиком. В 1941 году Масленников повторно был призван в армию. С июля того же года — на фронтах Великой Отечественной войны.
К сентябрю 1943 года майор Виталий Масленников командовал эскадрильей 101-го авиаполка 1-й авиадивизии 7-го авиакорпуса АДД СССР. К тому времени он совершил 193 боевых вылета на бомбардировку скоплений боевой техники и живой силы противника, его важных объектов, а также на доставку грузов и диверсантов в немецкий тыл.
Указом Президиума Верховного Совета СССР от 13 марта 1944 года за «умелое выполнение заданий командования и проявленные при этом мужество и героизм» майор Виталий Масленников был удостоен высокого звания Героя Советского Союза с вручением ордена Ленина и медали «Золотая Звезда» за номером 3306.
В 1946 году в звании подполковника Масленников был уволен в запас. Продолжал работу в Полярной авиации. Уйдя с лётной работы, проживал в Москве. Скончался 21 марта 1983 года, похоронен на Химкинском кладбище Москвы.
Был награждён четырьмя орденами Ленина, орденами Красного Знамени и Александра Невского, двумя орденами Отечественной войны 1-й степени, орденами Трудового Красного Знамени и Красной Звезды, рядом медалей.
Был командиром ПС-84 в Московской авиационной группе особого назначения ГВФ (МАГОН) — совершил 146 вылетов по обеспечению боеприпасами и продуктами защитников Ленинграда.

## Награды
- Медаль «Золотая Звезда» (13.03.1944),
- Орден Ленина (31.12.1942 № 123/ОК),
- Орден Ленина (24.01.1943),
- Орден Ленина,
- Орден Ленина (06.12.1949),
- Орден Красного Знамени (18.08.1942 № 605/292),
- Орден Александра Невского (СССР) (05.11.1944 № 699/н),
- Орден Отечественной войны I степени (05.06.1943 № 267/н),
- Орден Отечественной войны I степени (08.06.1945 № 130/н),
- Орден Красной Звезды (03.11.1944),
- Орден Трудового Красного Знамени,
- Медаль «За оборону Ленинграда» (18.05.1944),
- Медаль «Партизану Отечественной войны» I степени,
- Медаль «За оборону Сталинграда» (20.08.1943),
- Медаль «За победу над Германией в Великой Отечественной войне 1941—1945 гг.» (29.11.1945).